# Marcus Nyman
Marcus Nyman, (* 14. srpna 1990 ve Stockholmu, Švédsko) je švédský zápasník – judista.

## Sportovní kariéra
Judu se věnoval od mala, jeho matka Elisabeth Karlssonová byla švédskou reprezentantkou v judu. Připravuje se v policejním klubu ve Stockholmu pod vedením slovenského trenéra Borise Novotného. Po výborném vstupu mezi seniory se v roce 2012 kvalifikoval na olympijské hry v Londýně. Nezvládl však roli černého koně a prohrál v prvním kole s Uzbekem Dilshodem Chorievem. Po olympijských hrách se rozhodl ukončit působení ve švédské reprezentaci (syndrom vyhoření). Pracoval jako opravář výtahů a judu se věnoval na amatérské úrovni. Do reprezentace se vrátil po dvou letech v průběhu roku 2014.
V roce 2016 se kvalifikoval na olympijské hry v Riu. V úvodním kole se utkal s Uzbekem Sherali Juraevem a po minutě boje musel dohánět náskok na juko po Uzbekově technice de-aši-harai. Na olympijský turnaj však přijel velmi dobře připraven, především v boji na zemi. Dvě minuty před koncem nasadil Uzbekovi škrcení technikou sankaku-jime a donutil ho vzdát. V dalším kole si stejným způsobem poradil s Celtusem Dossou-Yovo z Beninu. Ve čtvrtfinále narazil na Číňana Čcheng Sün-čaa, na jehož judo nebyl takticky připravený a po minutě boje kapituloval na ippon technikou o-soto-gari. V opravách si poradil v boji na zemi s Francouzem Alexandre Iddirem a v boji o třetí místo nastoupil proti Korejci Kwak Tong-hanovi. Po opatrném úvodu a napomínání na obou stranách nezachytil v polovině zápasu Korejcovu osobní techniku drop morote seoi-nage přes opačné rameno a obsadil 5. místo.

### Vítězství
- 2011 – 1x světový pohár (Düsseldorf)
- 2016 – 3x světový pohár (Düsseldorf, Baku, Ťumeň)

## Výsledky
| Olympijské hry     |     |     |     | —  |     |     |     | úč. |   |   |     | 5. |  |  |  |  |  |  |  |  |  |  |  |  |  |
| Mistrovství světa  | —   |     | —   |    | —   | úč. | úč. |     | — | — | úč. |    |  |  |  |  |  |  |  |  |  |  |  |  |  |
| Evropské hry       |     |     |     |    |     |     |     |     |   |   | úč. |    |  |  |  |  |  |  |  |  |  |  |  |  |  |
| Mistrovství Evropy | —   | —   | —   | —  | —   | 1.  | 3.  | úč. | — | — | úč. | 3. |  |  |  |  |  |  |  |  |  |  |  |  |  |
| MS juniorů         |     | —   |     | 3. | úč. |     |     |     |   |   |     |    |  |  |  |  |  |  |  |  |  |  |  |  |  |
| ME juniorů         | —   | —   | úč. | 5. | 1.  |     |     |     |   |   |     |    |  |  |  |  |  |  |  |  |  |  |  |  |  |
| ME dorostenců      | úč. | úč. |     |    |     |     |     |     |   |   |     |    |  |  |  |  |  |  |  |  |  |  |  |  |  |